# 26235 Annemaduggan
26235 Annemaduggan è un asteroide della fascia principale. Scoperto nel 1998, presenta un'orbita caratterizzata da un semiasse maggiore pari a 2,3353078 au e da un'eccentricità di 0,0985504, inclinata di 6,01116° rispetto all'eclittica.
L'asteroide è dedicato all'insegnante statunitense Annemarie Duggan.